# Басараб Петро Михайлович
Петро Михайлович Басараб (21 січня 1947, с.Клячаново, Мукачівський район) — український підприємець у галузі промисловості.

## Життєпис
Народився 21 січня 1947 року в селі Клячаново Мукачівського району. Після закінчення 9-го класу Клячанівської середньої школи вступив у Донецьке професійне училище за спеціальністю токар-універсал, яке закінчив 1965 року.
Після закінчення училища працював токарем на Дебельчівському машинобудівельному заводі Донецької області. З 1967 по 1970 рік працював токарем ремонтно-механічного комбінату в Мукачеві. По тому працював механіком міськпромкомбінату, а з 1971 по 1973 рік служив в лавах Радянської Армії. Демобілізувавшись з армії працював головним механіком, головним інженером та заступником директора Мукачівської фабрики художніх виробів. Тоді ж заочно навчався у Виноградівському політехнікумі та Київському інституті легкої промисловості за спеціальністю інженер-механік, який закінчив у 1982 році.
З 1982 року Петро Басараб — начальник житлово-експлуатаційної дільниці Мукачівського житлоуправління, головний інженер міськтеплоуправління міськвиконкому, начальник ремонтно-будівельної дільниці міськжитлоуправління. З 1992 року, після розпаду СРСР, — повернувся працювати директором на фабрику художніх виробів, яку було перейменовано на ЗАТ «Едельвейс».
У 2000 році спільно з німецькою фірмою «Лего Беклайдумгеверке ГмбХ» було створено сучасне швейне підприємство з обмеженою відповідальністю «Едельвейс-Лего». Петро Михайлович Басараб став директором нового підприємства, як і генеральним директором ТзОВ «Карпати-Інтерконтиненталь». На його підприємствах тоді працювало близько 1200 працівників. ТОВ «Едельвейс-Лего» спеціалізується з пошиття жіночих блуз, спідниць, штанів і костюмів з давальницької сировини іноземного замовника. Вироби підприємства реалізують у більшості країн Європи. Товариство «Едельвейс-Лего» неодноразово було відзначене галузевою профспілкою України, а також медаллю облдержадміністрації «Найкращий роботодавець області» (1999, 2000).

## Громадська діяльність
Петро Басараб є президентом українсько-польської секції та членом Ради Закарпатської торгово-промислової палати. Також він голова ревізійної комісії спілки промисловців та підприємців міста Мукачевого та Мукачівського району, член правління фонду соціального захисту в Закарпатській області.

## Відзнаки
У 1997 році Петра Михайловича було відзначено міжнародною премією «Кришталевий Лицар» (Швейцарія).
За успішну підприємницьку діяльність Петро Басараб був нагороджений почесною Грамотою Кабінету Міністрів України. З 1996 року він є Академіком Української технологічної академії. Нагороджений орденом «За заслуги ІІІ ступеня» (18.01.2007), «Зіркою економіки України», Заслужений працівник легкої промисловості (2003), депутат Закарпатської обласної ради. За активну участь у розвитку Мукачева йому було присвоєно звання почесного громадянина міста (27 травня 2010 року).